# ویت (تگزاس)
ویت (به انگلیسی: Whitt) یک منطقهٔ مسکونی در ایالات متحده آمریکا است که در شهرستان پارکر، تگزاس واقع شده‌است.